# Ligne de Coni à Vintimille
La ligne de Coni à Vintimille est une ligne ferroviaire franco-italienne qui relie les deux villes italiennes de Coni et Vintimille, en passant sous le col de Tende. Elle a pour particularité que sa section comprise entre les gares de Piène et Viévola se trouve en territoire français. Le reste de la ligne est en territoire italien.
Cette ligne internationale de chemin de fer à écartement standard et à voie unique franchit la frontière franco-italienne et la ligne de partage des eaux entre les Alpes maritimes et les Alpes ligures par un tunnel de plus de 8 km de long sous le col de Tende.
La ligne est rejointe en gare de Breil-sur-Roya par la ligne de Nice à Breil-sur-Roya.
Ces deux lignes sont communément appelées « ligne de Tende ».
La section française constitue la ligne 946 000 du réseau ferré national.
Cette ligne de montagne spectaculaire par son tracé et ses ouvrages d'art constitue l'une des trois relations ferroviaires existantes entre l'Italie et la France, mais son intérêt économique est surtout local. Au sud du tunnel de Tende, la ligne de Coni à Vintimille traverse en territoire français la zone périphérique à l'est du parc national du Mercantour.
La ligne présente un dénivelé supérieur à 1 000 mètres entre le point culminant situé dans le tunnel du col de Tende (1 040 m) et le niveau de la Méditerranée. La rampe maximale s'élève à 25 ‰ et le rayon de courbure minimal est de 300 m. Ces paramètres autorisent une vitesse maximale de 80 km/h. Entre Bevera située au km 94,4 de la ligne et Robilante au km 16,5, soit sur 77 km, la ligne est à cinquante-huit pour cent en souterrain.
Le tracé de la ligne s’inscrit dans un secteur qui est géologiquement très instable, ce qui peut provoquer des déformations de la voie qui nécessitent la limitation de la vitesse à 10 km/h sur certaines sections.
L’exploitation de la ligne est souvent menacée par des chutes de pierres. Des filets de retenue et des fils détecteurs de chute équipent les secteurs concernés.
Lorsque ces fils sont rompus par des chutes de pierre, cela provoque la mise en position d'arrêt des signaux et l'interruption immédiate du trafic.

## Histoire de la ligne

### Premiers projets
L'étude des différents projets, ainsi que la construction des lignes de Coni à Vintimille et de Nice à Breil-sur-Roya, sont intimement liées. À partir de 1851, différents projets de liaison ferroviaire entre la Méditerranée et le Piémont sont apparus et la ligne reliant Turin à Savone a été ouverte dès 1874. 
En 1856, un projet qui se rapproche beaucoup de la ligne finalement réalisée est proposé par l'ingénieur italien Filippo Cenotti avec toutefois des différences de tracé dans la vallée inférieure de la Roya. Mais, en 1858, ce projet est rejeté une première fois. Un contre-projet commandé par la ville de Nice pour rejoindre Coni à partir de cette ville est étudié par l'ingénieur Petit-Nispel en 1857. Il prévoit une liaison qui suivrait en partie l'ancienne route du sel, remonterait vers le nord par la vallée du Paillon, puis emprunterait la vallée encaissée de la Vésubie, passerait ensuite sous le col de Pagari et rejoindrait Coni en descendant par la vallée du Gesso.
En 1860, le royaume de Piémont-Sardaigne perd la Savoie et le comté de Nice au profit de la France. La partie inférieure de la vallée de la Roya reste au Piémont-Sardaigne et la section de vallée moyenne devint française. Cependant, les deux communes supérieures, La Brigue et Tende restent sardes. Cette décision trouve sa justification par le maintien du parcours de chasse du roi Victor Emmanuel II, mais des raisons stratégiques sont aussi invoquées.
La loi du 17 juillet 1879 (dite plan Freycinet) portant classement de 181 lignes de chemin de fer dans le réseau des chemins de fer d’intérêt général retient en no 142, une ligne de « Nice à Coni, par la vallée du Paillon, le contrefort du Braous, Sospel, le contrefort de Broïs et Fontan.
En Italie, la loi nécessaire à la construction de la ligne de Tende est adoptée à la même époque. Mais pour des raisons stratégiques une opposition au projet se manifeste en France à partir de 1875 et la question de la sécurité militaire bloque le projet pendant les trente années suivantes. C'est pour cette raison que des itinéraires purement italiens sont également envisagés.

### Construction de la ligne
La construction de la ligne démarre à partir de Coni en 1883, mais des doutes concernant la sécurité nationale conduisent à la fermeture du bureau chargé de l’étude de la ligne côté français en 1887. En 1889, les Italiens commencent le creusement du tunnel du col de Tende, long de 8 099 m. Il est achevé en 1898.
En 1900, les ministres français de la Guerre et des Travaux publics se mirent d'accord sur une liaison Nice-Breil-sur-Roya et sur son prolongement jusqu'à la frontière internationale. La concession de la partie française de la ligne est accordée à titre éventuel à la Compagnie des chemins de fer de Paris à Lyon et à la Méditerranée par une convention signée entre le ministre des Travaux publics et la compagnie le 24 janvier 1902. Cette convention est approuvée par une loi le 18 juillet 1902. 
En Italie, des propositions sont faites à nouveau pour un tracé purement italien de la ligne de Tende, solution qui supposait cependant la construction d'un deuxième tunnel.
En juin 1904, une convention franco-italienne est signée; elle prévoit l’achèvement de la liaison Nice-Coni en 1914.
Du côté français, la ligne est déclarée d'utilité publique par une loi le 16 mars 1906. Elle portait sur le tronçon de Nice à la frontière italienne (située à l'époque entre la gare de Fontan - Saorge et celle de Saint-Dalmas-de-Tende), ainsi qu'un court raccordement entre Breil-sur-Roya et Airole, première gare italienne de l'époque en direction de Vintimille.
En 1908, la construction de la ligne a démarré dans la basse vallée de la Roya entre Vintimille et la frontière, en direction de Breil-sur-Roya.
En 1914, la construction de la ligne est interrompue en France à cause de la Première Guerre mondiale. Pourtant, en Italie, les travaux progressent vers La Brigue au nord et vers Piène au sud jusqu'en 1915, lorsque l'Italie entre dans le conflit en déclarant la guerre à l'Autriche-Hongrie.
Après la fin de la guerre, en 1921, la construction de deux des grands ouvrages de la ligne commence, les viaducs de Scarassoui et de Saorge ; ils seront achevés en 1923.

### Inauguration et mise en service
Le 30 octobre 1928 a lieu l’inauguration suivie de la mise en exploitation des deux lignes Coni - Vintimille d'une part et Nice - Breil-sur-Roya d'autre part. L'exploitation est assurée alors par les FS côté italien, et par le PLM du côté français.
À partir de 1931, les sections de ligne italiennes de Vintimille à Piène et de Coni à Saint-Dalmas-de-Tende sont électrifiées en courant alternatif triphasé à 3,6 kV et 16 Hz 2/3 mais pas le tronçon central français.
En 1934, les autorités militaires françaises autorisent l'électrification du tronçon de ligne entre Piène et Saint-Dalmas-de-Tende via Breil-sur-Roya. Les travaux sont achevés en 1935 selon le système d'électrification déjà en vigueur sur une partie de la ligne. Grâce à la suppression des relais de traction multiples, les temps de parcours entre Vintimille et Coni sont alors été raccourcis d’environ 30 minutes. 
La crise économique, le protectionnisme et la dégradation des relations politiques entre l'Italie et la France conduisent à partir de 1937 à une forte décroissance du trafic sur toutes les lignes entre les deux pays. 
À partir de 1939, au début de la Seconde Guerre mondiale,  le trafic transfrontalier est presque complètement arrêté.

### Destructions au cours de la Seconde Guerre mondiale
En 1940, l’Italie de Mussolini déclare la guerre à la France. Le viaduc de Saorge et d'autres installations sont détruits. Après l'arrêt des combats, les italiens entament la reconstruction et les travaux s'achèvent la même année. L'exploitation de la ligne entre Vintimille et Coni reprend le 17 novembre 1940. À cette date, les militaires en sont les seuls utilisateurs.
En septembre 1943, les combats cessent entre les Alliés et l'Italie après la signature de l'armistice . L’armée allemande occupe alors la région à la place de l’armée italienne. Le viaduc de Saorge, détruit une seconde fois par les italiens est à nouveau provisoirement rétabli par les Allemands. En 1945, pour protéger la retraite de l’armée allemande, les Allemands détruisent tous les ponts sur la Roya, dont le viaduc de Saorge, détruit pour la troisième fois.

### Après-guerre et reconstruction

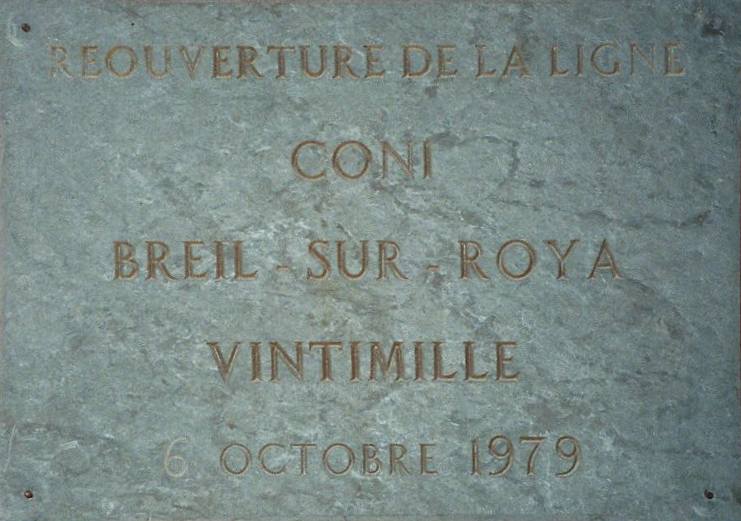
Plaque commémorant la réouverture de la ligne de Tende en gare de Breil-sur-Roya.

La section italienne située au nord de la ligne entre Coni et Vievola, peu touchée par les destructions, est remise en état en premier par les italiens. Ils en reprennent l’exploitation en 1946. Le traité de Paris met fin en 1947 à la guerre entre l'Italie et la France. Des corrections frontalières sont décidées. Les 4 villages de : Vievola, La Brigue, Tende, et Saint-Dalmas-de-Tende sont rattachés à la France en février 1947. Le traité est confirmé par un référendum local. La frontière nord passe désormais dans le tunnel du col de Tende. Cette rectification de frontière provoque une interruption de trafic entre Limone et Viévola. La ligne est toutefois utilisée de façon sporadique par les chemins de fer italiens pour le transport de bois.
En 1963, la France approuve la reconstruction de la section de ligne entre Vintimille et Viévola. Une convention intergouvernementale est signée le 24 juin 1970 pour la reconstruction par l'Italie du tronçon central en territoire français. Quatre-vingt dix pour cent des frais sont pris en charge par l'Italie au titre des dommages de guerre. De plus, la convention internationale prévoit que l'Italie prenne en charge l'intégralité des coûts d'entretien de la section (Piène - Viévola située en territoire français). Bien que la ligne soit en territoire français, le système technique de signalisation est celui des chemins de fer italiens (commande centralisée, comme sur la section Vintimille - Breil), car l'intérêt principal de la ligne est bien d'assurer la liaison entre la Riviera dei Fiori et le Piémont.

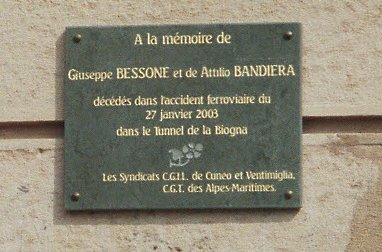
Plaque commémorative de l'accident.

Les travaux commencent en 1973 dans la partie italienne de la vallée de la Roya (Vintimille - Piène). Presque tous les grands ponts doivent être reconstruits ; les plus spectaculaires sont le pont de la Bévéra et celui du Scarassoui. Cependant l'électrification qui existait de 1935 à 1940 au sud de Limone, n'a pas été rétablie. La réouverture officielle de la ligne a lieu le 6 octobre 1979. 
Le 27 janvier 2003, une collision frontale se produit dans le tunnel de Biogna (à proximité de la gare de Saint-Dalmas-de-Tende) entre un train régional italien roulant à 72 km/h et un TER français roulant à 22 km/h. Dans le train italien, le conducteur et le chef de train trouvent la mort et quatre passagers sont gravement blessés. L'accident est imputable à une fausse manœuvre au niveau du poste d'aiguillage français. La faible vitesse du train français est due à la pente défavorable et au conducteur qui a pu anticiper l'accident. Un panneau commémoratif en gare de Saint-Dalmas-de-Tende rappelle l'événement.
Depuis 2012, le gestionnaire de réseau italien RFI ne paye plus les frais d'exploitation et d'entretien du tronçon de Piène à Viévola prévus par la convention internationale de 1970. RFF a entrepris quelques travaux limités financés sur ses fonds propres. Néanmoins, le montant des travaux à effectuer en urgence est estimé à 27 millions d'euros, et 49 millions supplémentaires seraient nécessaires pour pérenniser la ligne. À titre conservatoire, le gestionnaire d'infrastructure délégué, SNCF Infra, annonce la mise en place d'un ralentissement à 40 km/h sur la totalité du tronçon pour la fin 2013.

## Principaux ouvrages d'art
La ligne compte de nombreux ouvrages d'art, ponts, viaducs et tunnels. Le tracé emprunte la vallée de la Roya, souvent constituée de gorges étroites aux parois abruptes. La ligne doit fréquemment traverser cette vallée par des ponts, dont certains sont hauts de 60 mètres. Après les destructions de la Seconde Guerre mondiale, presque tous les ponts ont dû être reconstruits. Dans la plupart des cas, c’est la technique du béton armé, qui permet une architecture totalement différente des structures portantes, qui a été employée. La reconstruction a été achevée en 1979.

### Le profil

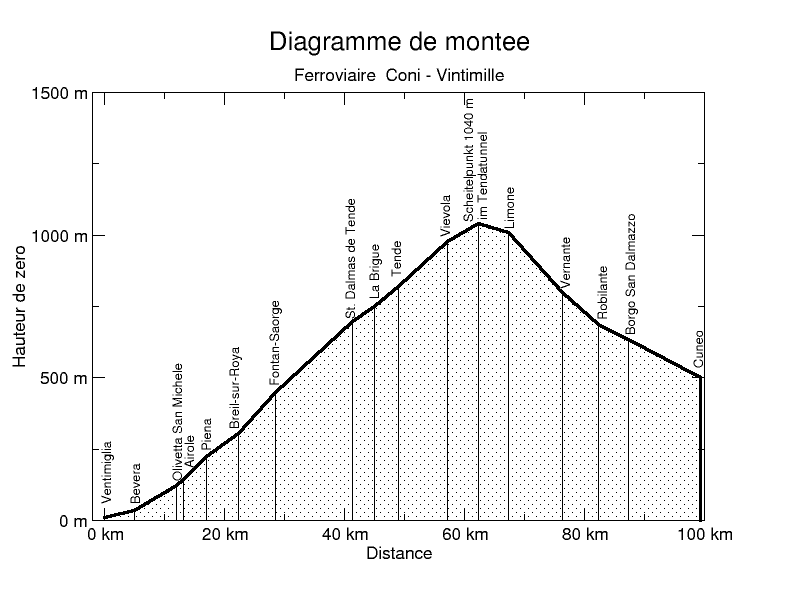
Profil en long de la ligne

### Les tunnels
On compte 83 tunnels entre Coni et Vintimille .
Entre Breil-Sur-Roya et le tunnel de Tende, sur la section de ligne située sur le versant sud, on ne trouve pas moins de sept tunnels (ou séries de tunnels) qui servent exclusivement à gagner de l’altitude, dont quatre sont des tunnels courbes, en fer à cheval, et trois des tunnels hélicoïdaux. En revanche, sur le versant nord, il n’y a qu’un seul tunnel hélicoïdal. 
Dans la liste qui suit, seuls sont énumérés les tunnels de plus de 500 mètres de long.
| Liste des tunnels entre Tende et Vintimille |                    |                                           |                                 |                    |                   |
| Nom                                         | Longueur en mètres | Observations                              | Nom                             | Longueur en mètres | Observations      |
| Tunnel ferroviaire du col de Tende          | 8 099              | dont 3 732 en France et 4 367 m en Italie | Tunnel de Berghe                | 1 884              | tunnel hélicoïdal |
| Tunnels de Rioro                            | 1 828              | tunnel hélicoïdal                         | Tunnels des gorges du Paganin   | 1 702              |                   |
| Tunnel de Bosseglia                         | 1 583              | tunnel courbe                             | Galleria elicoidale di Vernante | 1 502              | tunnel hélicoïdal |
| Tunnel Cagnolina                            | 1 468              | tunnel hélicoïdal                         | Galleria dell'Altipiano         | 1 276              |                   |
| Tunnel Branego                              | 1 273              | tunnel courbe                             | Tunnel de Porcarezzo            | 1 250              | tunnel courbe     |
| Tunnel du Gigne                             | 1 186              |                                           | Tunnel de Biogna                | 1 154              | tunnel courbe     |
| Galleria Boglia                             | 1 086              |                                           | Galleria Bocche                 | 931                |                   |
| Galleria Lamberta                           | 850                |                                           | Tunnel de l'Agrie               | 835                |                   |
| Galleria Sardinesca                         | 820                |                                           | Galleria Para                   | 754                |                   |
| Tunnel de la Frontière                      | 743                |                                           | Tunnel de Devenzo               | 733                |                   |
| Tunnel de Fromentino                        | 646                |                                           | Tunnel de Précipus              | 622                |                   |
| Galleria Mantici                            | 604                |                                           | Galleria Colombo                | 601                |                   |

On compte au total, sur cet axe, 34,6 km de parcours souterrain sur une longueur totale de 62,4 km.

### Les principaux ponts
| Principaux ponts entre Tende et Vintimille |                   |                    |                       |                   |                    |
| Nom                                        | Hauteur en mètres | Longueur en mètres | Nom                   | Hauteur en mètres | Longueur en mètres |
| Viaduc des Éboulis                         | 22                | 270                | Viaduc de la Maglia   | 18                | 162                |
| Viaduc de Scarassoui                       | 38                | 125                | Viaduc de Saorge      | 60                | 58                 |
| Viaduc de l'usine électrique               | 31                | 107                | Viaduc de Tende       | 36                | 191                |
| Viaduc de Saint-Dalmas                     | 24                | 130                | Viaduc de la Chapelle | 32                | 89                 |
| Viadotto Rivoira                           | 45                | 233                |                       |                   |                    |

Quelques ouvrages d'art de la ligne
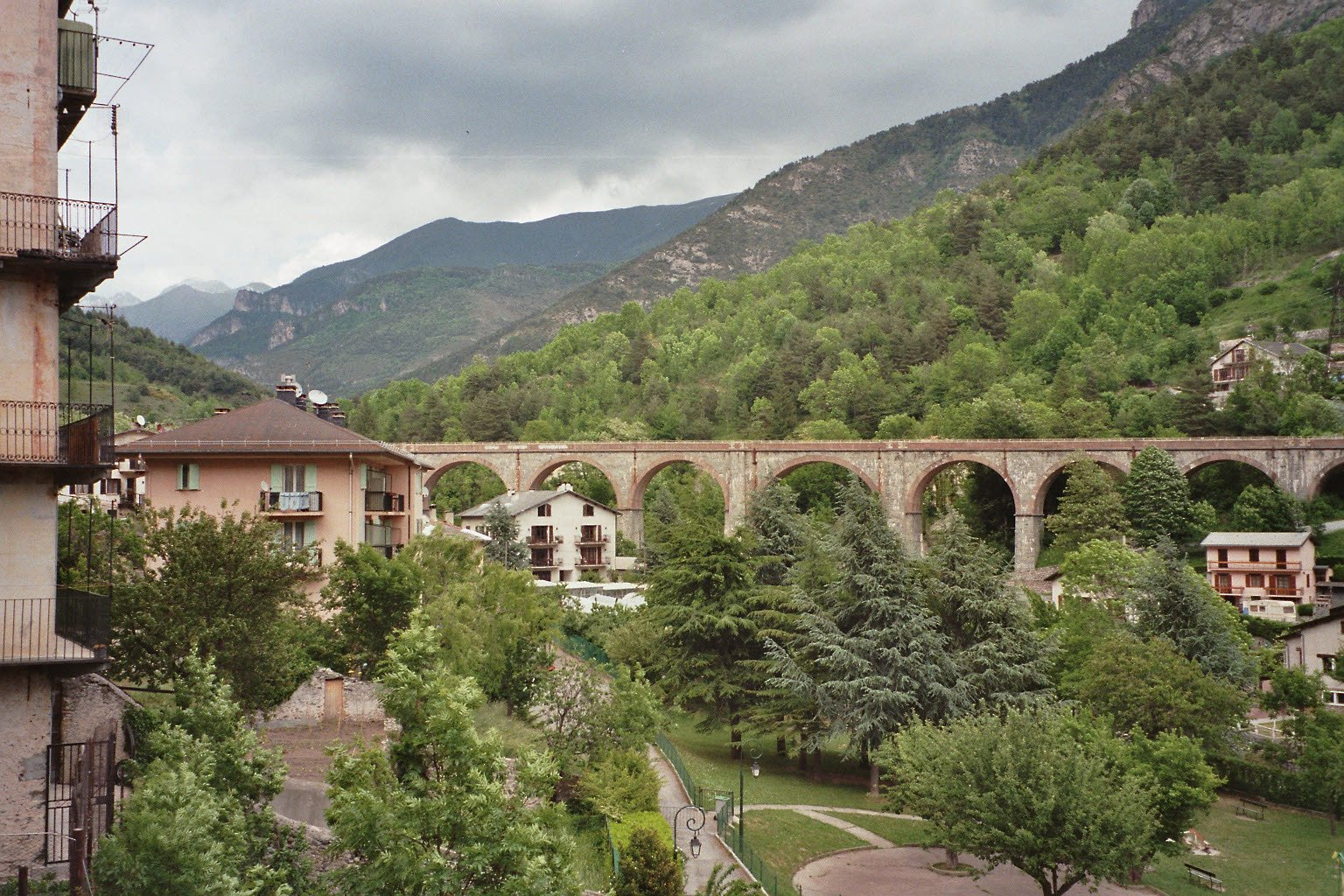
Le viaduc de Tende dans la localité du même nom.
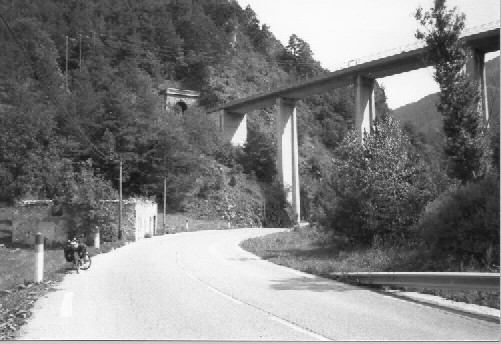
Le viaduc de la Chapelle.
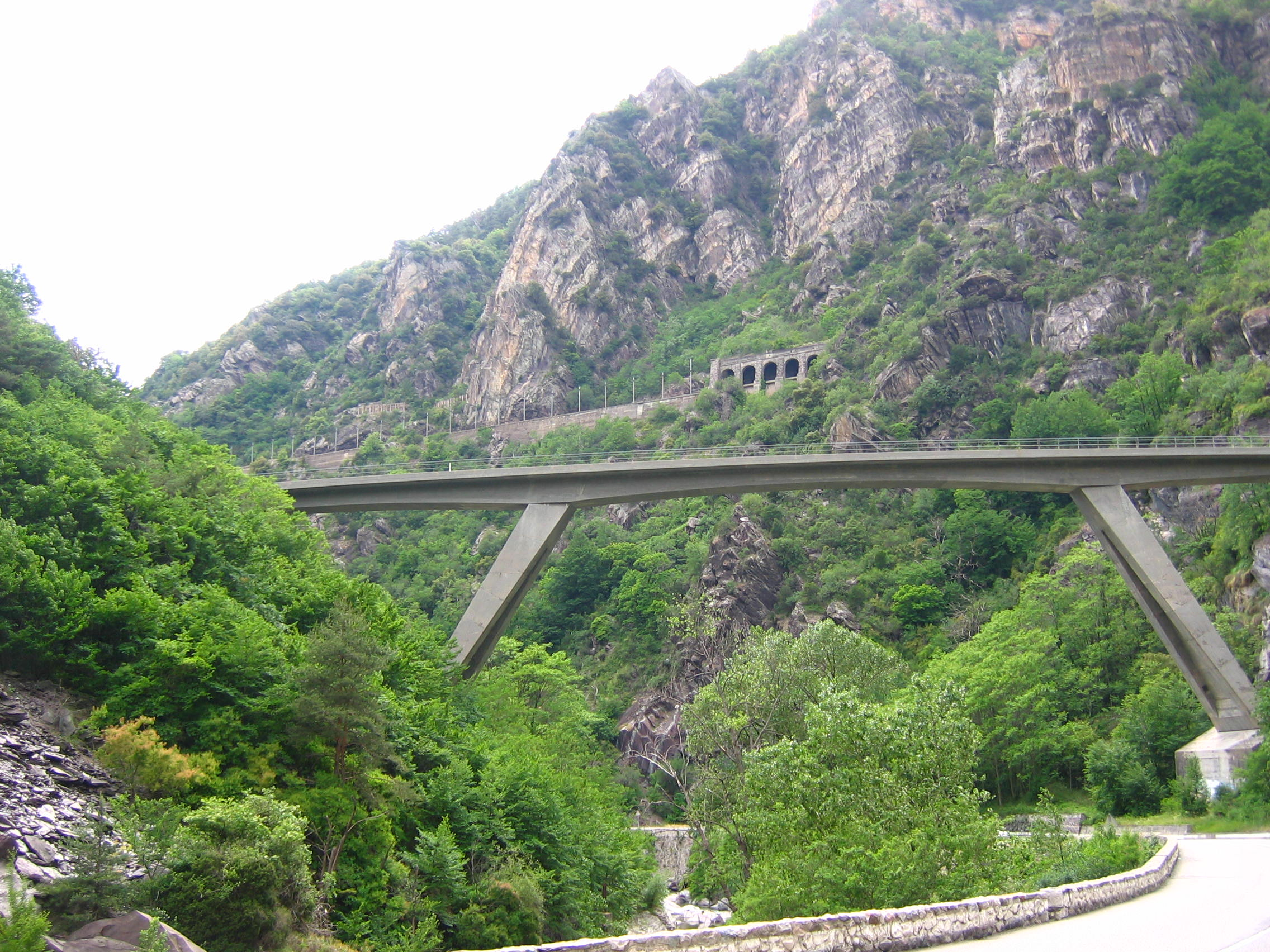
Le viaduc de Scarassoui vu de la partie supérieure de la ligne.
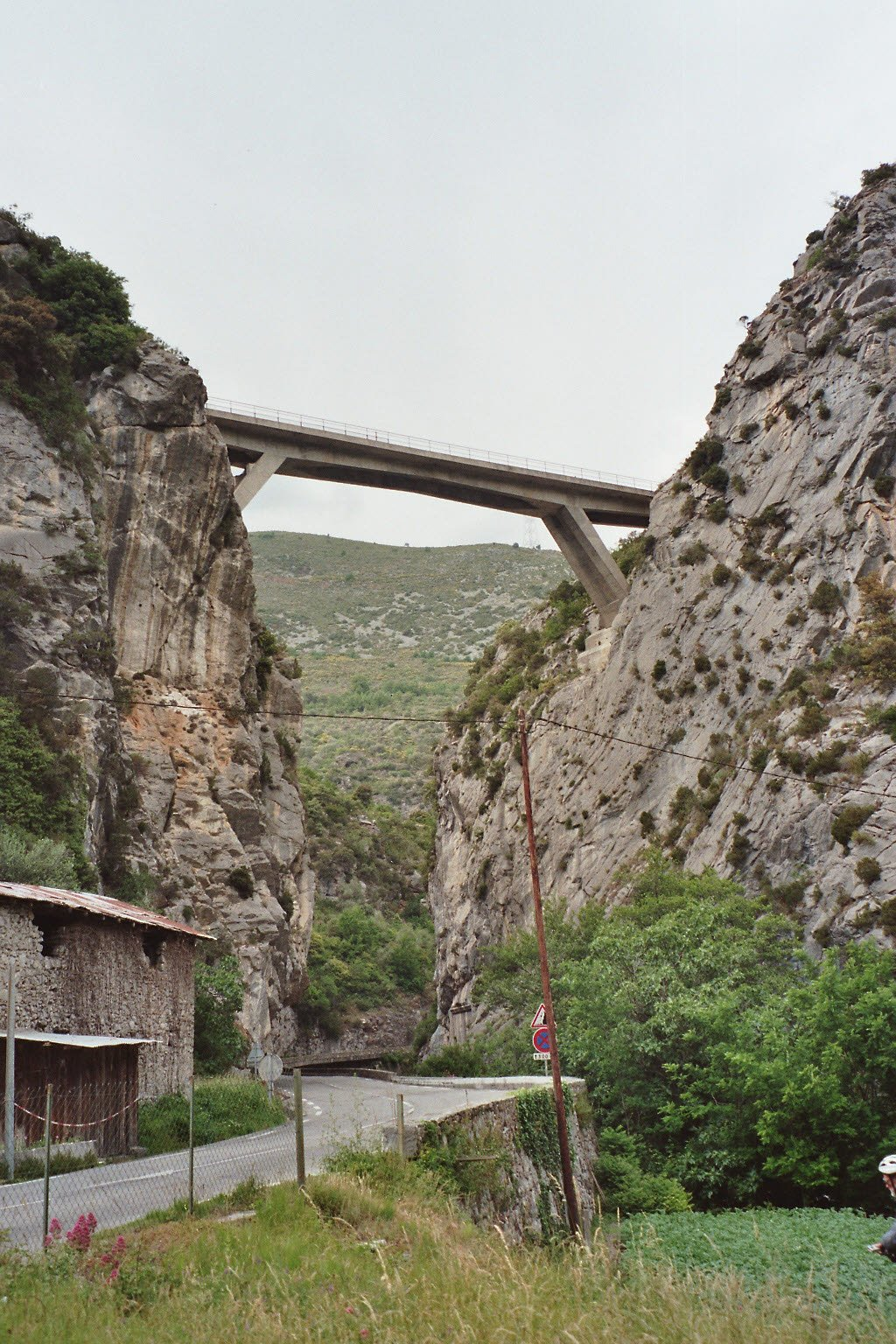
Le viaduc de Saorge plusieurs fois détruit et chaque fois reconstruit.
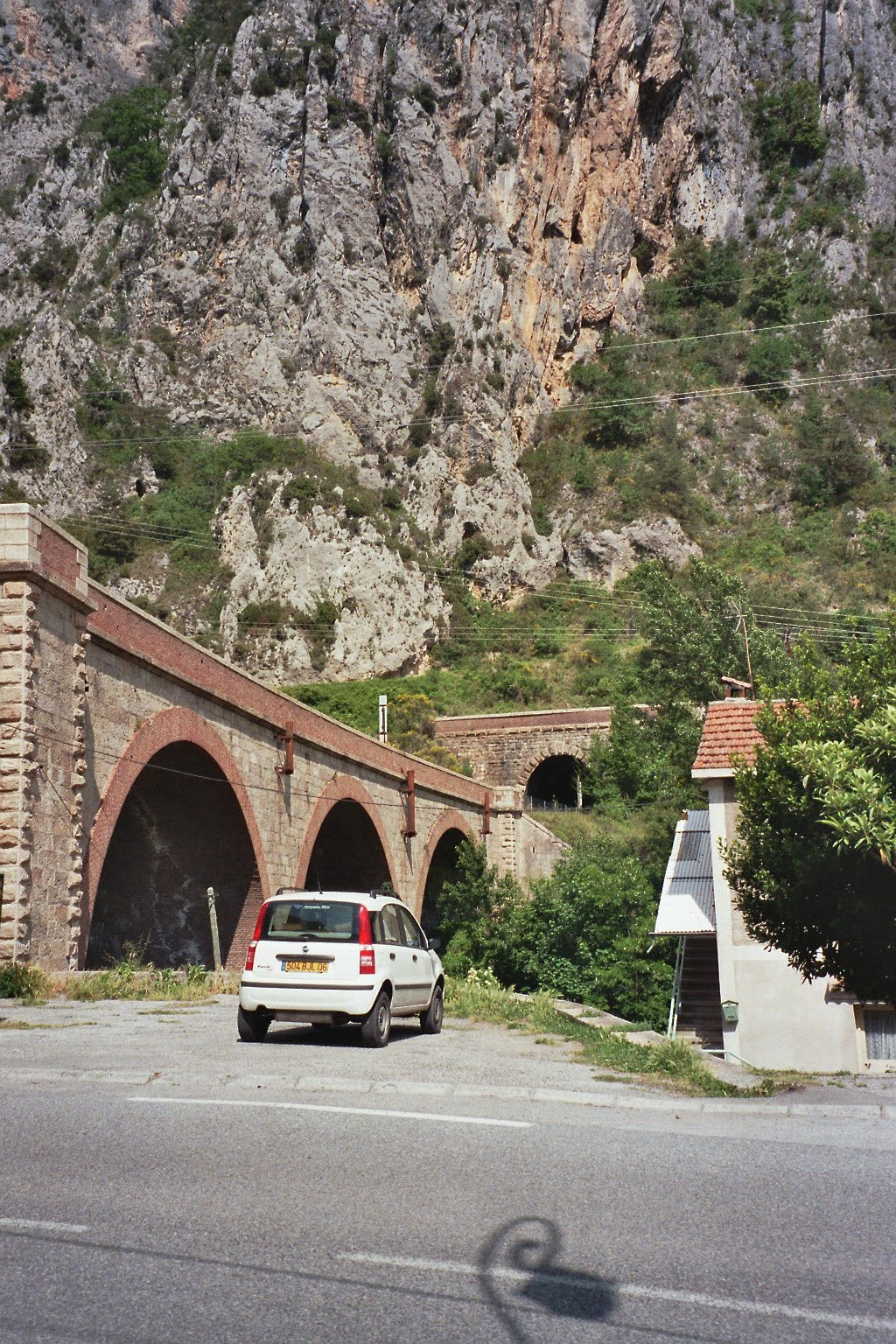
Viaduc sur la Roya à proximité de Saint-Dalmas-Tende avec des restes de supports caténaires.

### Les tunnels fortifiés

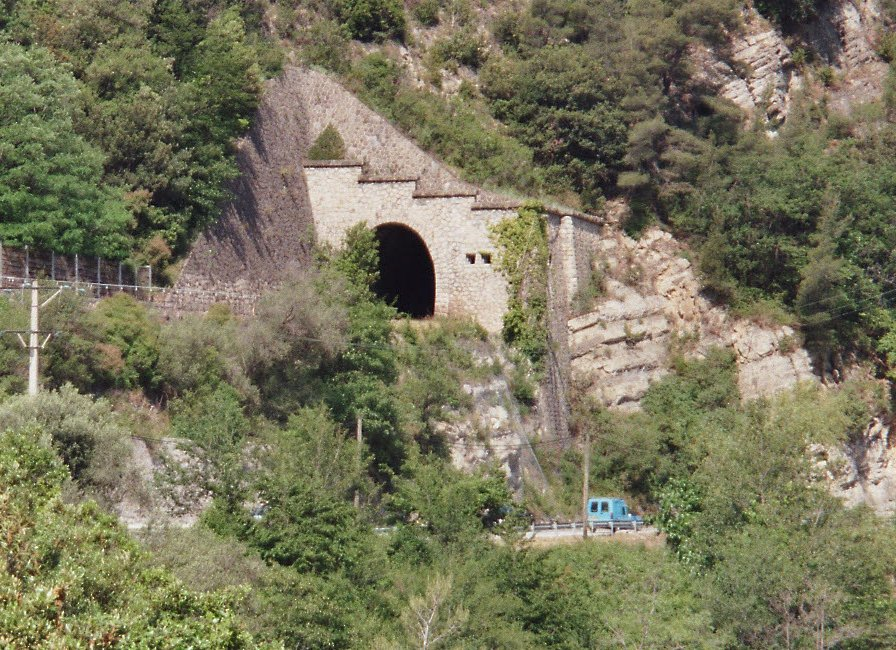
Entrée de tunnel avec meurtrières de tir

En raison des tensions politiques entre la France et l'Italie au XIXe siècle, la ligne a été dotée de fortifications. Les têtes de certains tunnels ont été équipées par exemple de positions de tir. Ces meurtrières sont encore visibles aujourd'hui. Bien que la ligne ait été construite au gabarit voie unique, plusieurs tunnels, en raison de leur longueur, ont été creusés avec un gabarit suffisant pour l’implantation d’une seconde voie ; le gabarit à double voie, plus large facilitait l'évacuation des fumées à l'époque de la traction à vapeur. Sur le col de Tende, des ruines d’anciens forts et casernes sont encore visibles.

## Liste des gares
Sur la section de ligne Coni - Vintimille, la ligne franchit deux fois la frontière franco-italienne, seul le tronçon central compris entre Viévola (commune de Tende) et Piène se situe en France. Les gares sont listées dans le tableau ci-après. (les distances sont mesurées depuis la gare terminus de Coni-Altipiano)
Dès l’achèvement de la gare de Coni-Altipiano, celle-ci est devenue le terminus de la ligne de Tende, l’ancienne ligne du haut de Boves ne voyant circuler jusqu’en 1960 que des trains de voyageurs locaux. Après le transfert à la France, les localités de Tenda, La Briga, San Dalmazzo di Tenda ont reçu leurs noms actuels, les noms des gares étant adaptés en conséquence. La gare de Piena, rebaptisée en Piène, n’a pas été remise en service. Dans ce secteur, la vallée de la Roya est si resserrée que le bâtiment de la gare aujourd'hui désaffectée enjambe la route sur un pont bâti spécialement. La gare de Saint-Dalmas-de-Tende se présente encore sous la forme d’un bâtiment monumental de l’ère mussolinienne. Cette gare fut jusqu'en 1940 une gare frontalière entre la France et l’Italie et à ce titre devait être « représentative » du régime italien de l’époque. 
| Liste des gares entre Coni et Vintimille |                                |                    |          |    |                            |                    |          |
| N°                                       | Nom                            | Point kilométrique | Altitude | N° | Nom                        | Point kilométrique | Altitude |
| 1                                        | Coni (Cuneo) (It.)             | 0,0                | 502      | 2  | Borgo San Dalmazzo (It.)   | 8,6                | 630      |
| 3                                        | Roccavione (It.)               | 13,6               | 647      | 4  | Robilante (It.)            | 16,5               | 678      |
| 5                                        | Vernante (It.)                 | 23,0               | 799      | 6  | Limone (It.)               | 32,0               | 1 002    |
| 7                                        | Viévola                        | 42,3               | 979      | 8  | Tende                      | 50,4               | 821      |
| 9                                        | La Brigue                      | 54,5               | 749      | 10 | Saint-Dalmas de Tende      | 58,1               | 696      |
| 11                                       | Fontan-Saorge                  | 70,8               | 449      | 12 | Breil-sur-Roya             | 77,7               | 305      |
| 13                                       | Piène                          | 82,3               | 226      | 14 | Olivetta San Michele (It.) | 86,3               | 143      |
| 15                                       | Airole (It.)                   | 88,0               | 123      | 16 | Bevera (It.)               | 94,4               | 34       |
| 17                                       | Vintimille (Ventimiglia) (It.) | 99,4               | 11       |    |                            |                    |          |

Vues sur quelques gares de la ligne
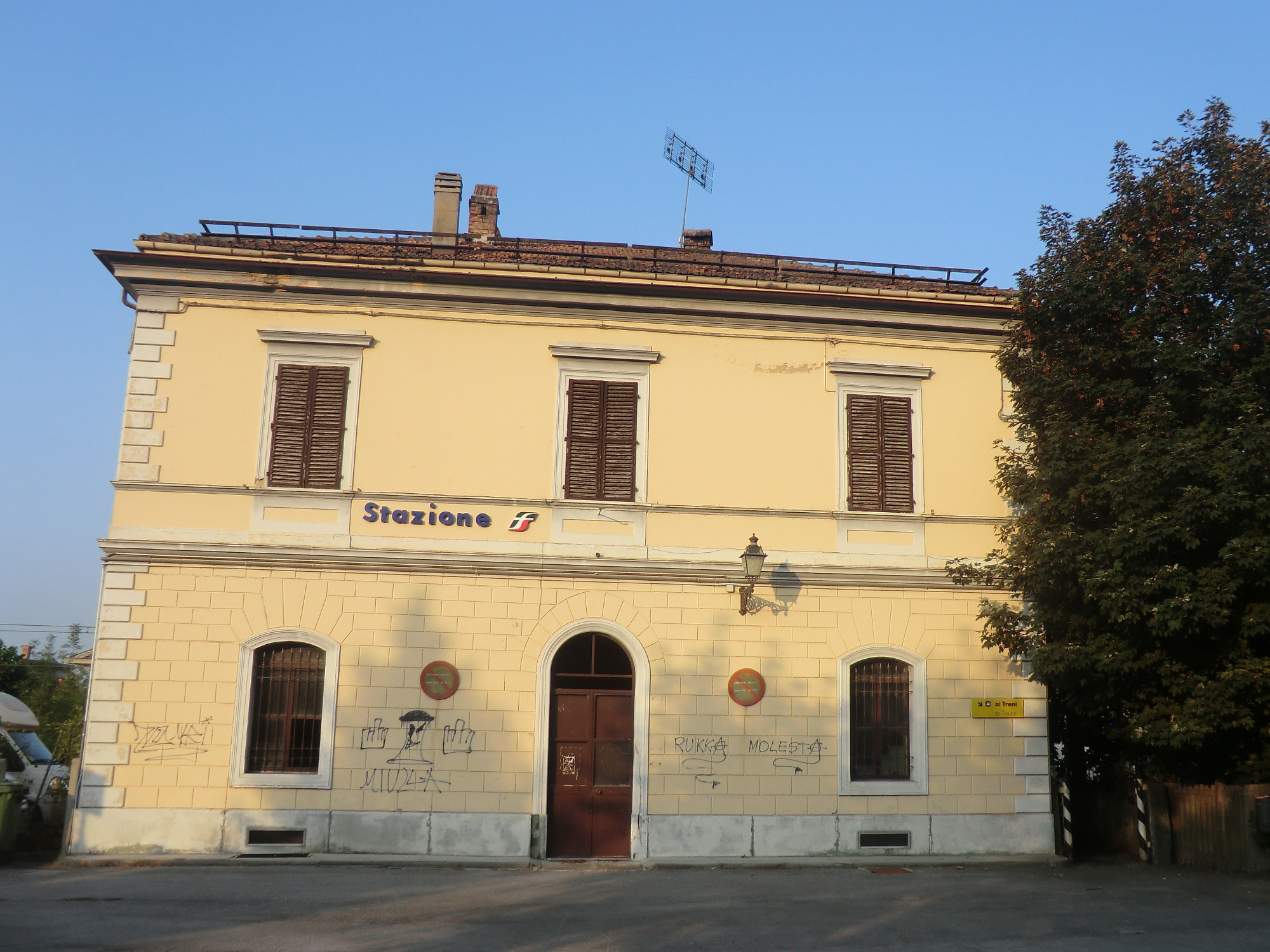
Roccavione (It.)Le B.V. de la halte voyageurs
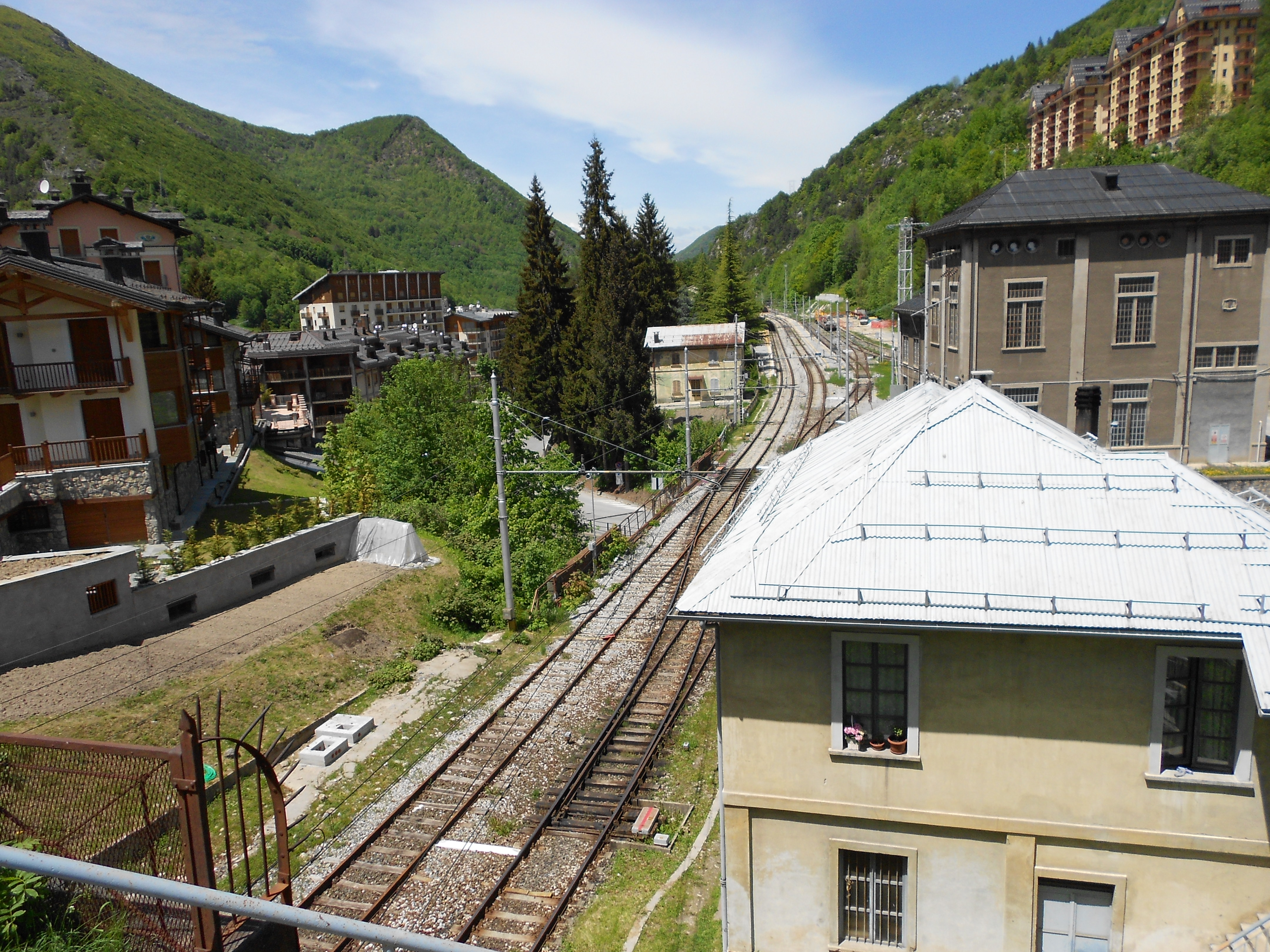
Limone-Piemonte (It.)
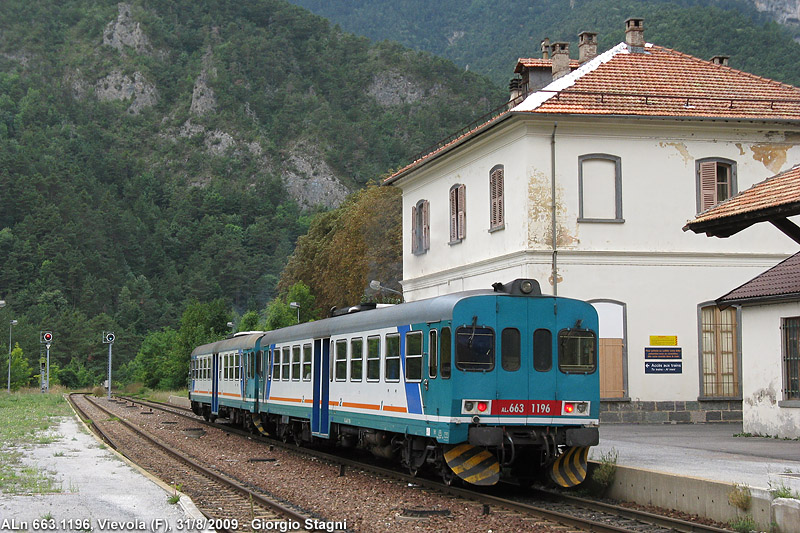
ViévolaLa halte (commune de Tende) côté voies
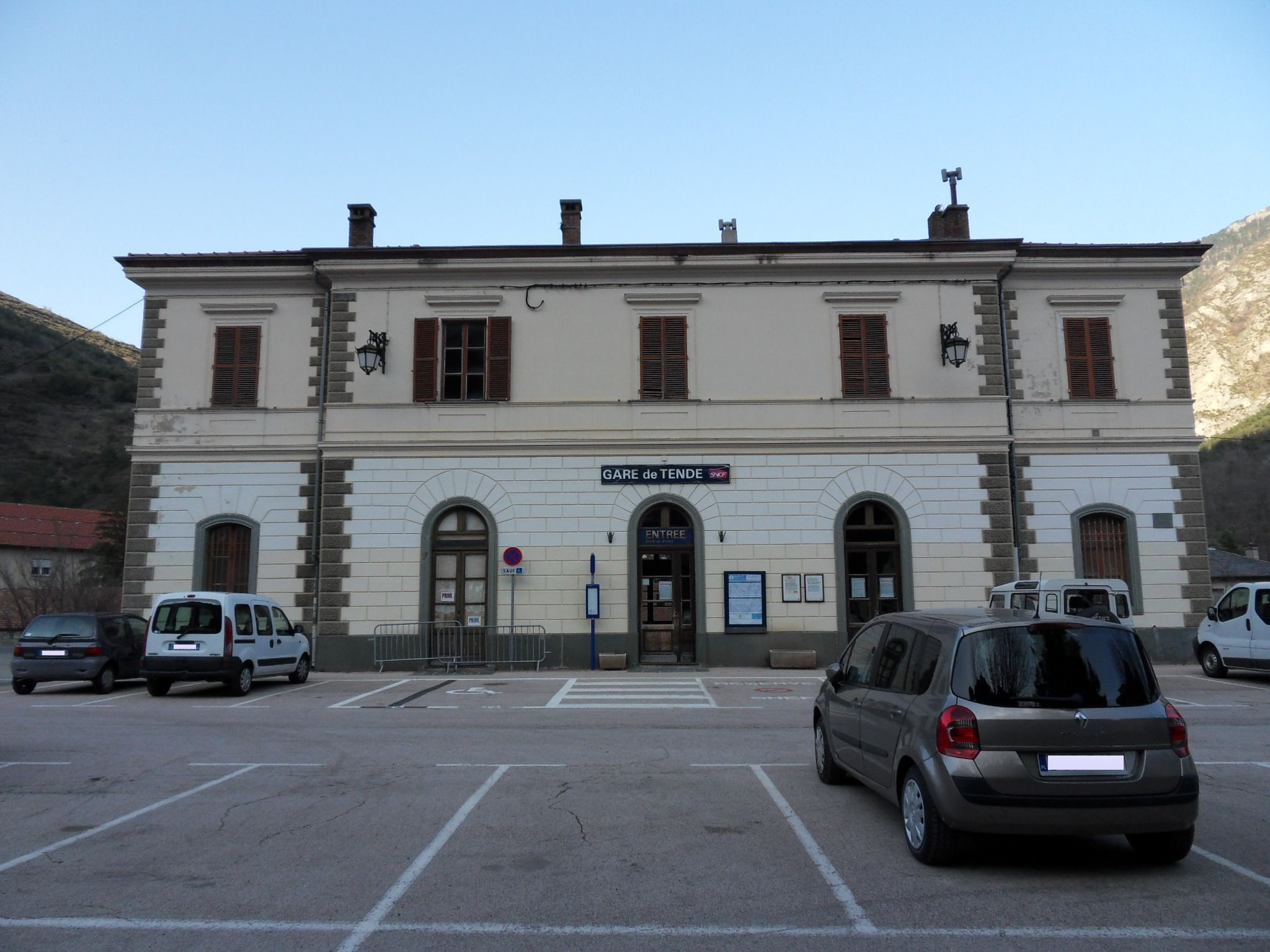
TendeLa façade du B.V. côté cour
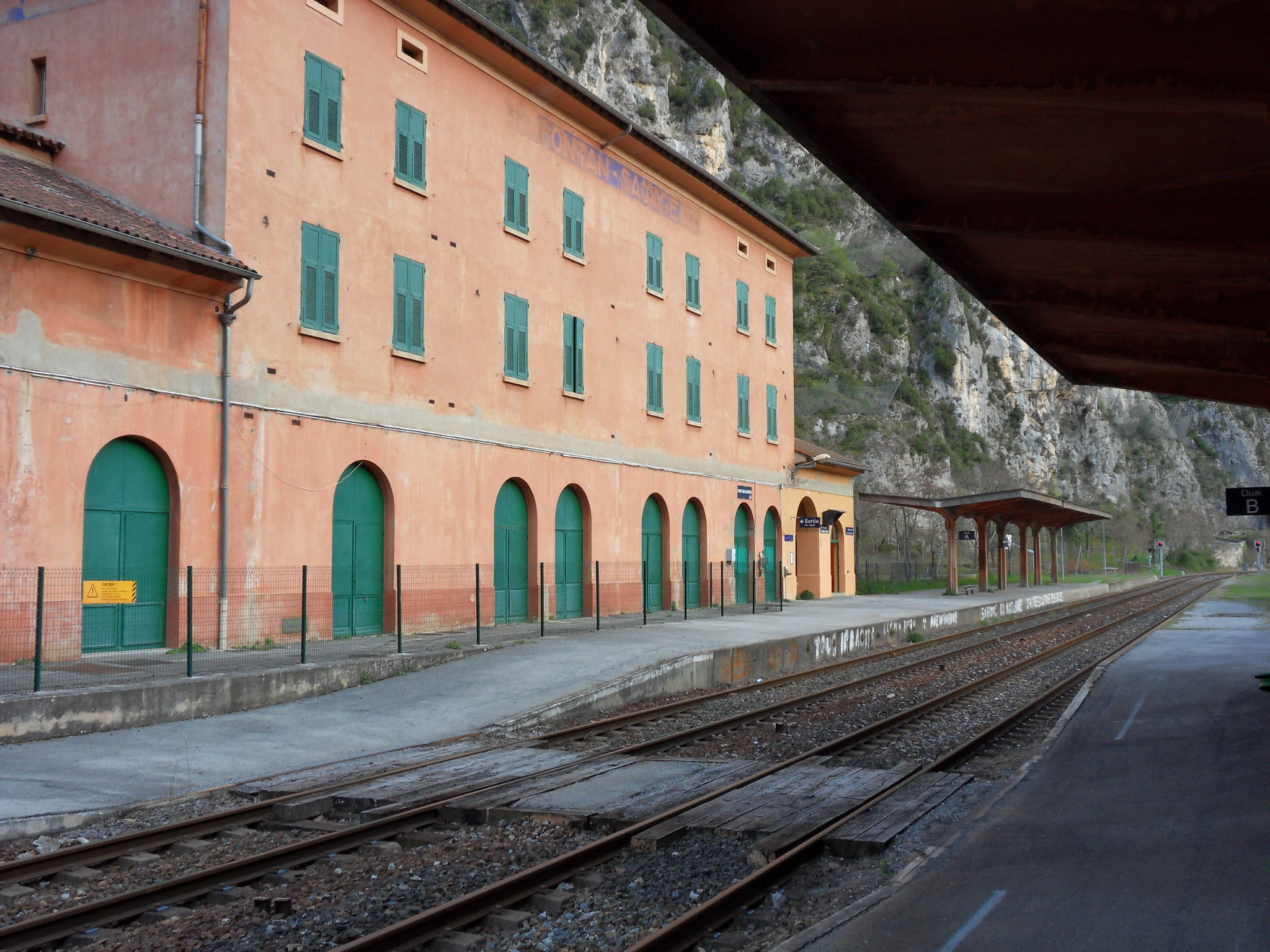
Fontan-Saorge La façade du B.V. côté voies
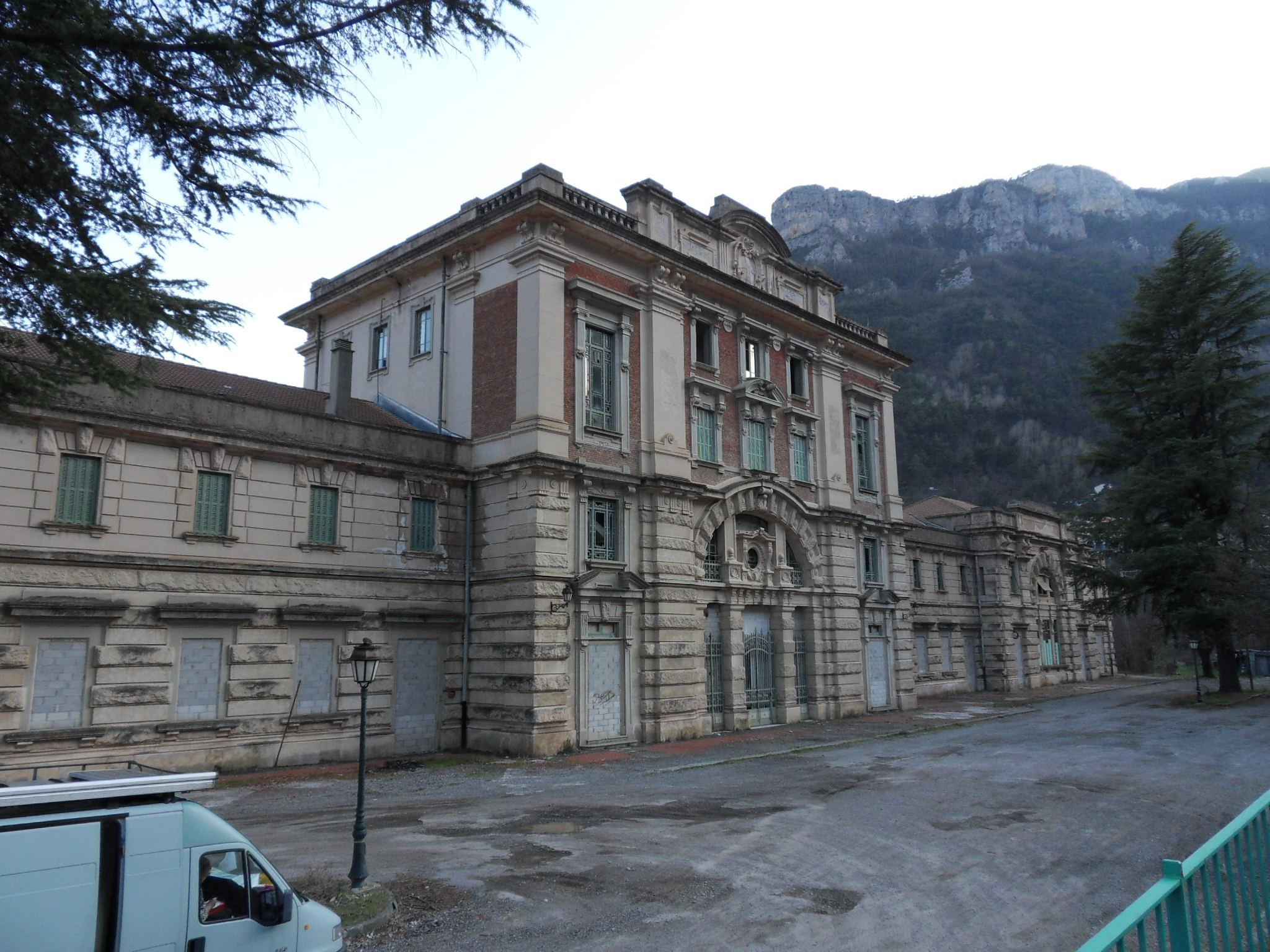
Saint-Damas-de-TendeLa façade du B.V. côté cour
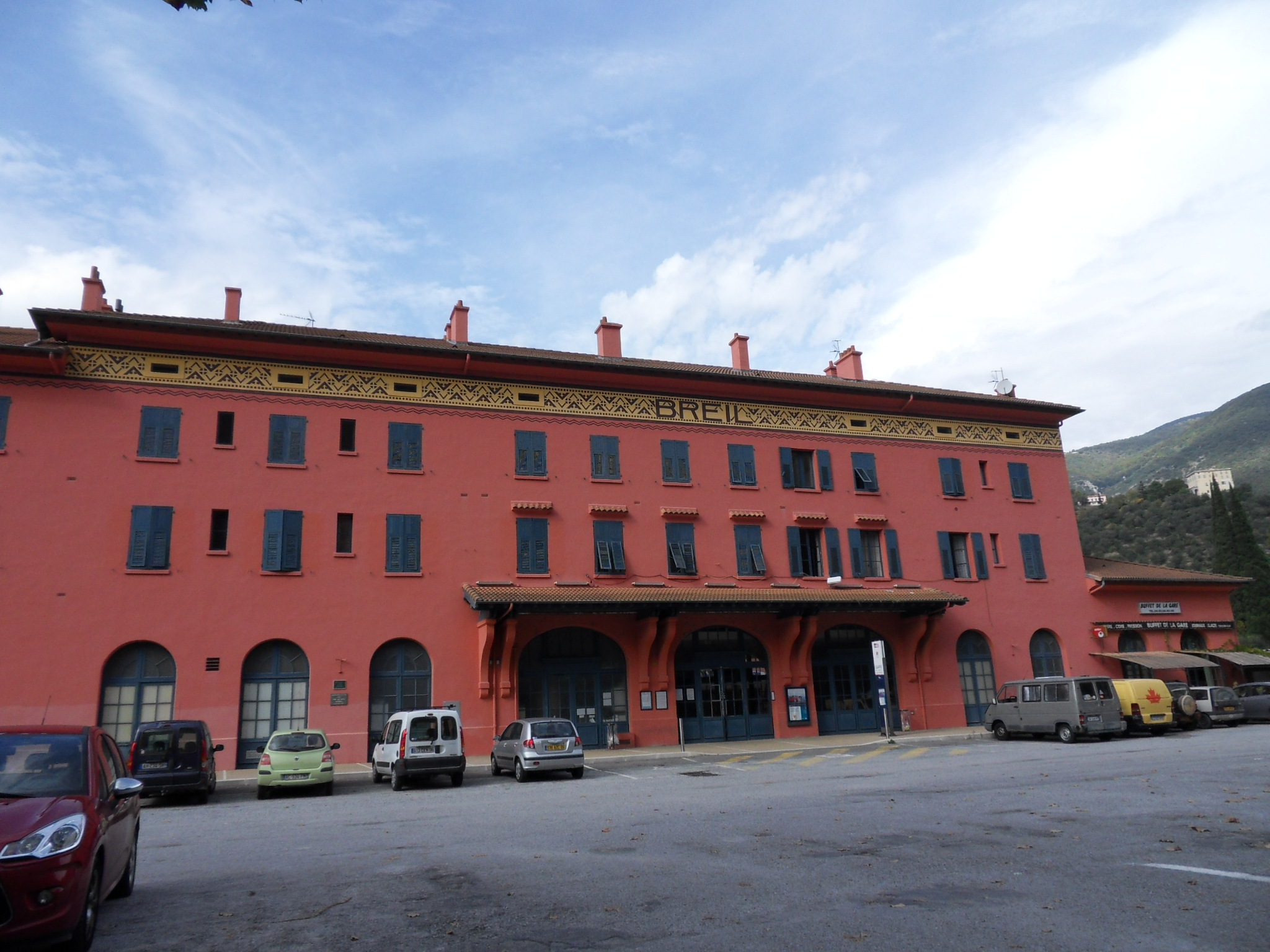
Breil-sur-Roya La façade du B.V. côté cour
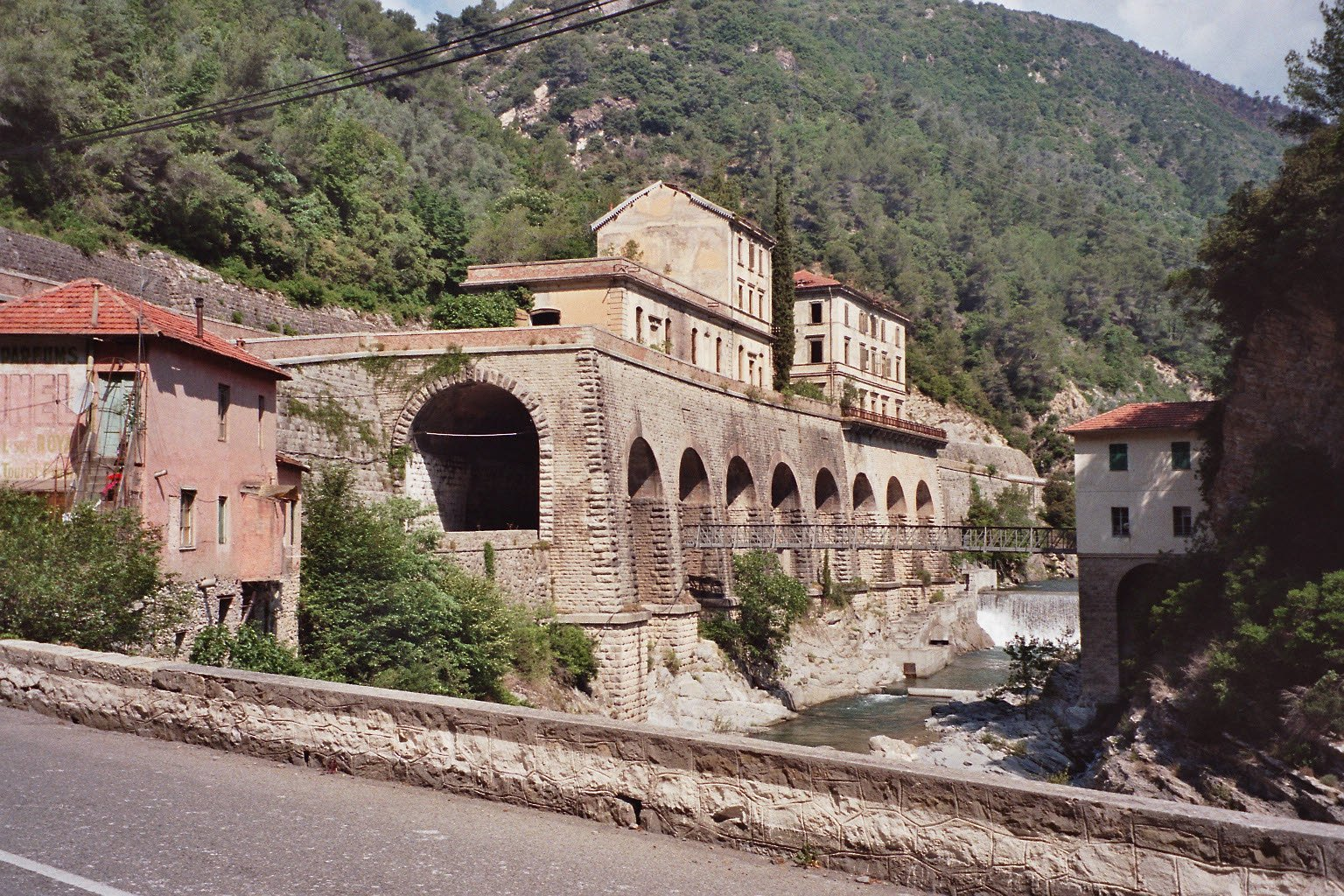
PièneLa gare désaffectée  (Hameau de Piène-Basse)
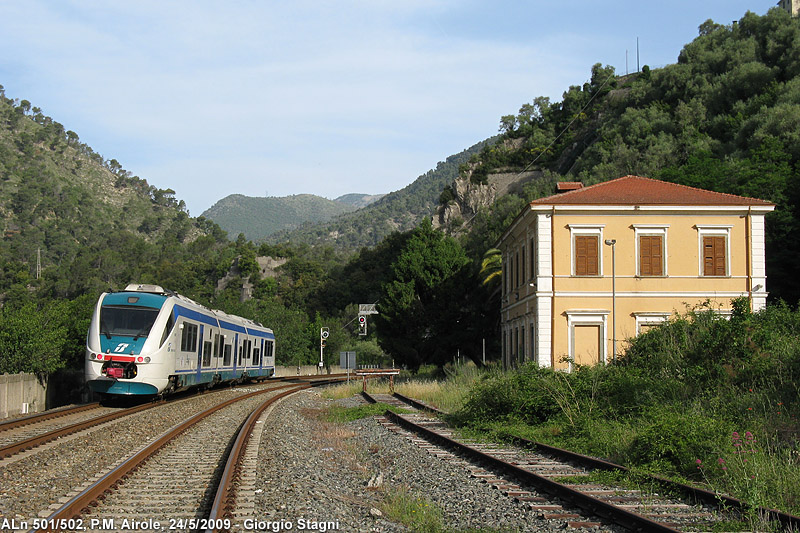
Airole (It.)L'ancienne gare, aujourd'hui point de croisement
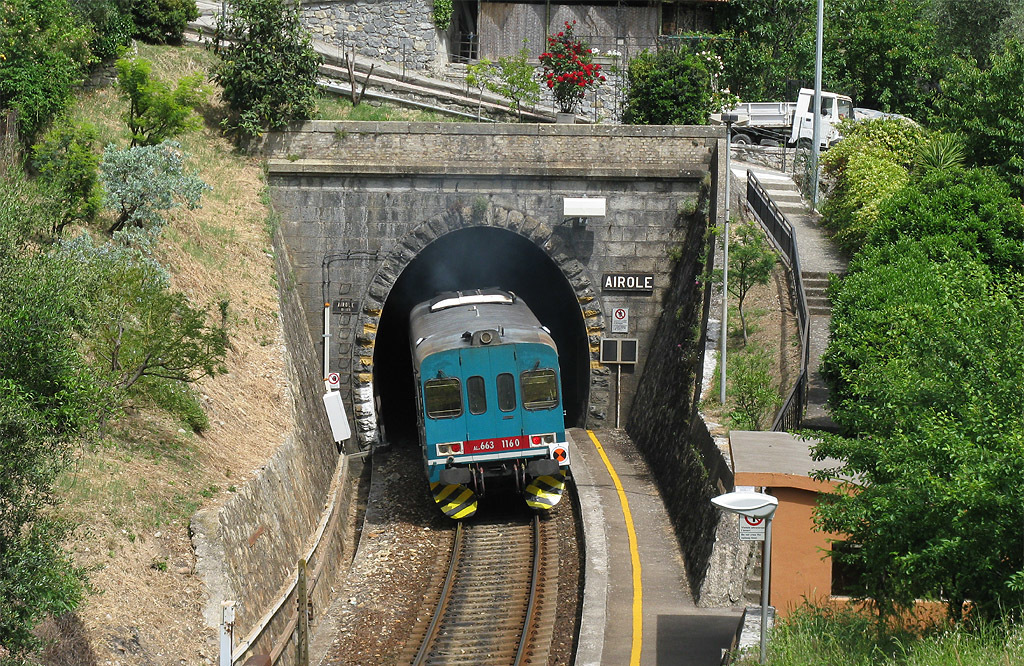
Airole (It.)La halte voyageurs

## Exploitation actuelle de la ligne

### Transport de voyageurs

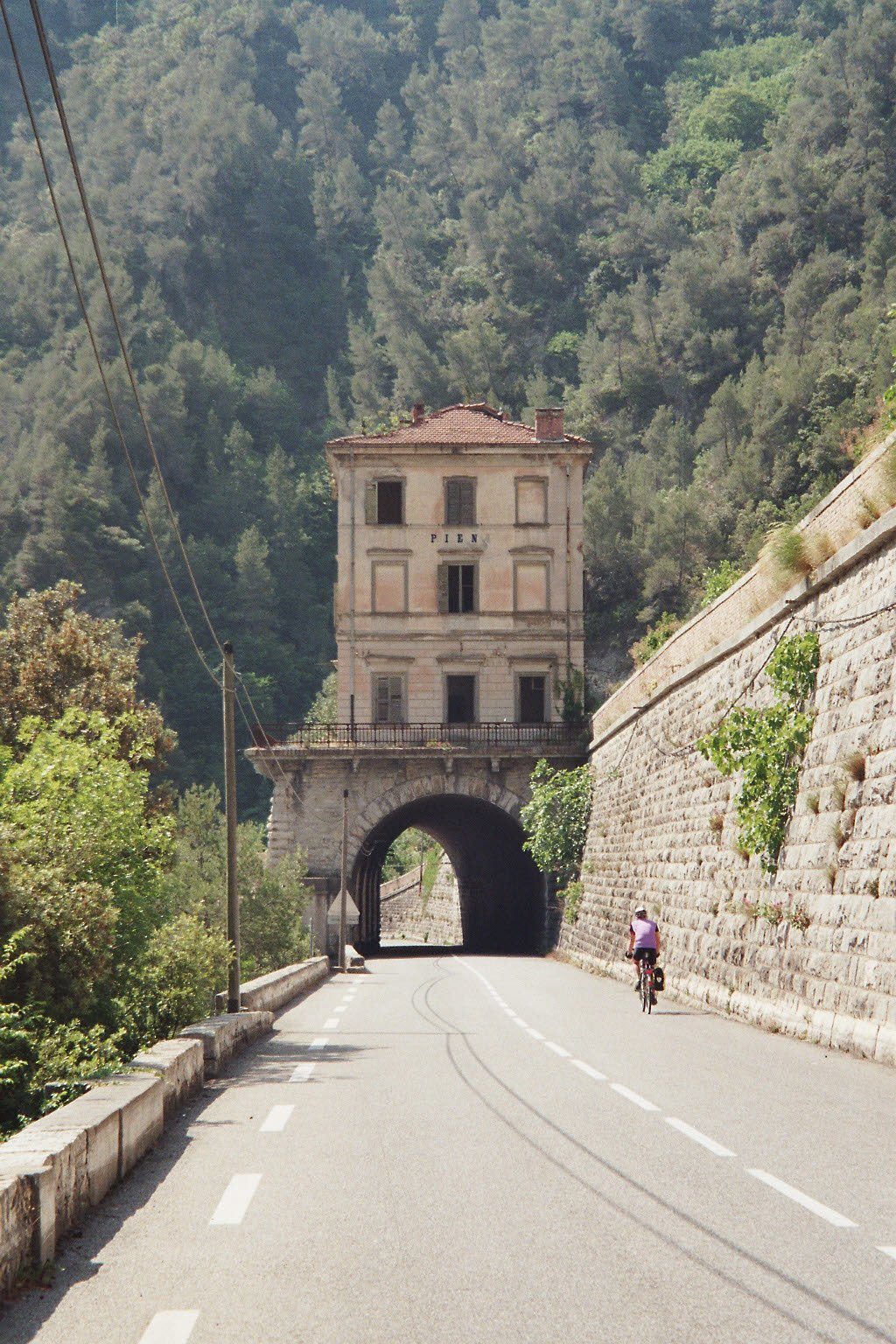
La gare abandonnée de Piène (Piena) sur la ligne principale

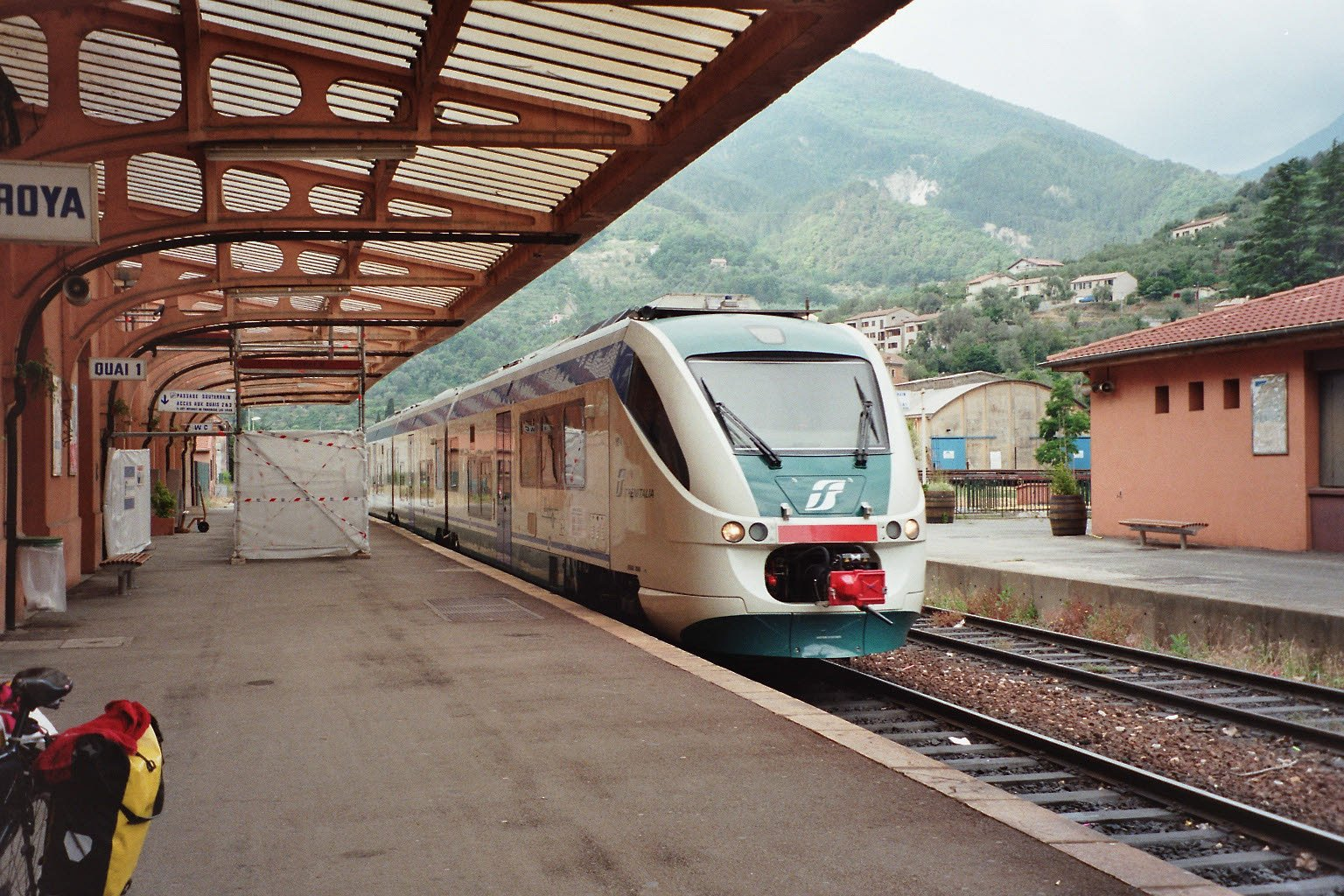
Automotrice des chemins de fer italiens en gare de Breil-sur-Roya en partance pour Coni

La ligne est exploitée par Trenitalia et c'est la tarification de ce gestionnaire qui s'applique. En 2005, le trafic de voyageurs local était très actif ; les trains circulaient à raison d’un aller et retour toutes les deux heures, avec des trains supplémentaires à certaines heures de la journée. La SNCF qui exploite la ligne de Nice à Breil-sur-Roya assure quelques relations ferroviaires journalières touristiques prolongées de Breil-sur-Roya jusqu'à Tende par un train dénommé « Train des Merveilles ».
Le temps de parcours total entre Coni et Vintimille est légèrement supérieur à deux heures pour 99 km.
L’absence d’électrification de la ligne, mais aussi le caractère secondaire de la ligne et son infrastructure peu performante empêche la mise en place d’une véritable offre de transport à longue distance par la ligne de Tende vers l'Europe du Nord.[Interprétation personnelle ?]

### Transport de marchandises
Du côté français, la ligne est actuellement exclusivement affectée au transport de voyageurs, le transport de marchandises ayant cessé en 1988. Le trafic de marchandises n’est actif que du côté italien, à Limone sur le versant piémontais où la principale marchandise transportée est le ciment[réf. nécessaire].

### Les équipements de la ligne
À l’époque de la réouverture de la ligne, les chemins de fer italiens ont des difficultés à faire circuler les trains de matériel vide en provenance de Turin et à destination du sud de la France via Vintimille et souhaitaient utiliser la ligne pour acheminer ces trains. La réalisation de cet objectif a fait bénéficier la ligne d’une voie de bonne qualité et de points de croisement conçus pour permettre le croisement de deux trains de 750 m de longueur. Sur les 100 km de son parcours, entre les gares terminales de Coni et de Vintimille la ligne a été dotée de dix points (ou gares) de croisement (ou dépassement) intermédiaires.
Sur le parcours italien entre la gare de Limone et Coni la ligne est électrifiée.

### Gestion des circulations
La convention franco-italienne du 24 juin 1970 prévoit que l’exploitation est régie par les conditions applicables à la SNCF et « que  l’Italie  pourra  faire  circuler  les  trains  des  FS  selon  la réglementation  italienne ;  en  outre  les  trains  italiens  pourront  emprunter  la  liaison  Breil  /  Nice  via Sospel et les trains français pourront desservir la relation Nice / Coni ».

#### Points de croisement/dépassement
- Sur la partie italienne au nord de la ligne entre Coni et Limone les quatre points de croisement : Borgo San Dalmazzo, Robilante, Vernante et Limone sont gérés à distance au moyen d’une commande centralisée installée à Coni[23].
- Sur le reste du parcours, entre Viévola et Vintimille, comprenant la partie française et la partie terminale italienne sud, les six points de croisements : Viévola, Tende, Saint-Dalmas-de-Tende, Fontan-Saorge, Breil-sur-Roya  ainsi que celui d'Airole[24] situé en territoire italien, côté Ligurie, à proximité de Vintimille[25] sont gérés à distance par les chemins de fer français au moyen d’une commande centralisée du type PRS installée en gare de Breil-sur-Roya.

La signalisation est, à l'exception des signaux de la gare de Breil-sur-Roya, de conception italienne. La gestion et la sécurité des circulations, sont assurées par un système de block électrique utilisant la technologie du compteurs d’essieux. Ce système est chargé de vérifier l’état (occupé ou non occupé) d’un intervalle (ou canton) de voie unique. Il fait agir un enclenchement qui, selon l’état de l’intervalle, interdit ou autorise l’ouverture du signal permettant l’engagement d’un train sur la partie de voie unique.
L’espacement des trains de même sens est réalisé au moyen de l'information d'état du canton délivrée par le même automatisme.
Le personnel du poste de Breil-sur-Roya est bilingue français-italien.

## Matériel roulant

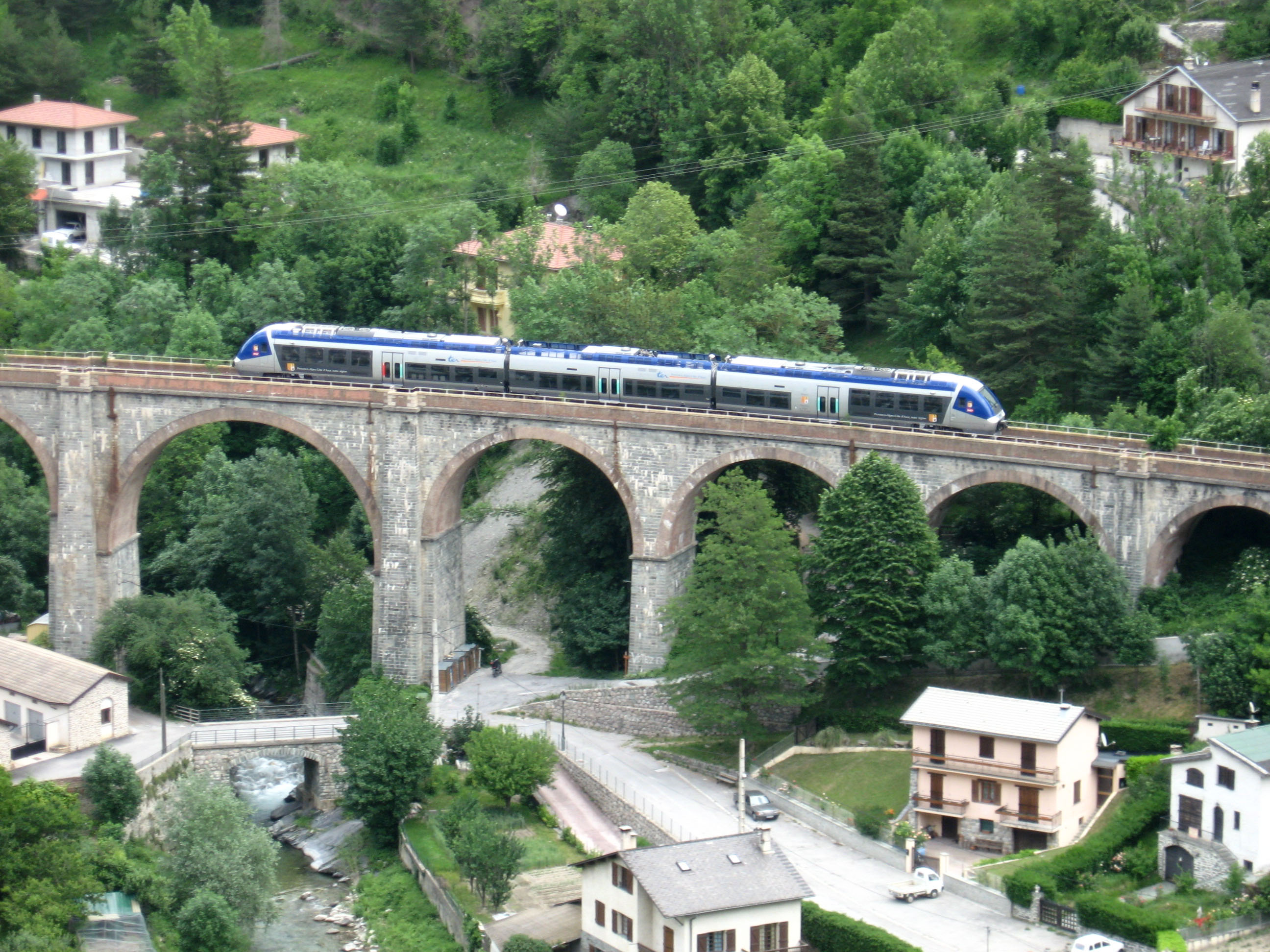
Un TER SNCF sur le viaduc de Tende

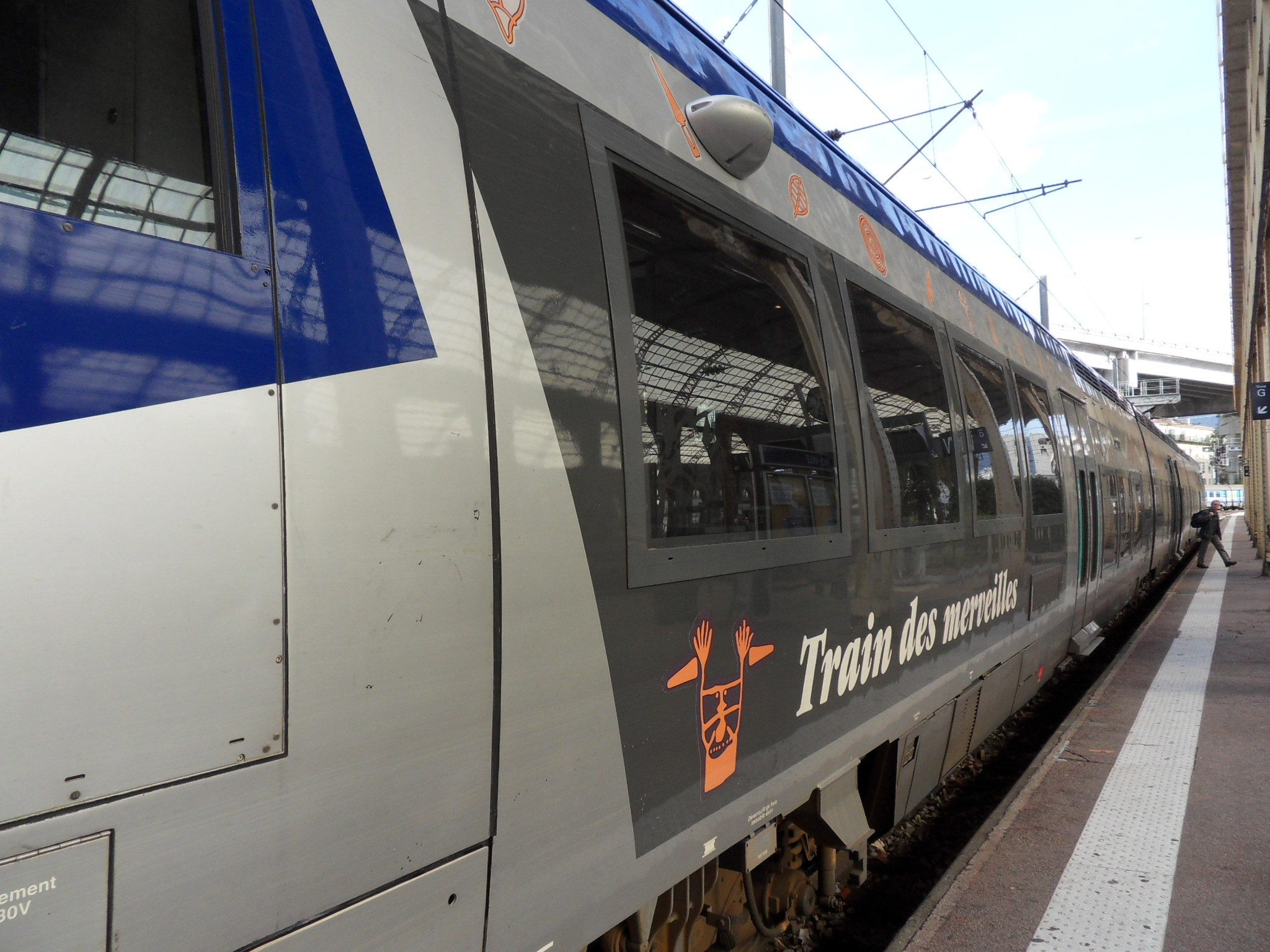
Le train des merveilles en gare de Nice

De l'ouverture de la ligne en 1928 jusqu'à l'électrification de la branche principale en 1935, l’exploitation a été assurée à l’aide de locomotives de vapeur, puis sont arrivées les locomotives électriques adaptées au courant de traction italien de l'époque, alternatif triphasé, qui nécessitait deux lignes de contact aériennes.
Pendant la Seconde Guerre mondiale, les installations électriques de la ligne ont été supprimées, l’emploi de locomotives à vapeur a permis de faire face aux besoins des transports militaires. Les vestiges des installations électriques ont été éliminés à l’occasion des travaux préalables à la réouverture de la ligne. Certains sont toutefois encore visibles par exemple dans l’ancien dépôt de locomotives de Breil-sur-Roya ou sur certains ouvrages de la ligne.
À partir de la remise en service de la ligne en 1979, des automotrices diesel ont assuré l’essentiel du trafic. Il s’agissait d’autorails de la série ALn 668 et de la série ALn 663 pour les Ferrovie dello Stato. 
Depuis 2005, sont apparues sur les lignes de Coni à Vintimille et sur Nice à Breil-sur-Roya de nouvelles automotrices diesel à trois caisses offrant plus de places pour le transport de voyageurs en groupe notamment. Les rames françaises, des X 76500 ou autorails à grande capacité (AGC), sont produits par Bombardier à Crespin (Nord) tandis que les rames italiennes, connues sous le nom de Minuetto, sont fabriquées par Alstom Ferroviaria à Colleferro (Latium). Ces dernières ont de grandes baies-vitrées panoramiques par lesquelles on peut confortablement observer le paysage. 
Ces automotrices assurent des liaisons quotidiennes sur la relation Turin - Imperia par la ligne de Tende. 
Le transport de marchandises limité du côté italien à la relation Coni - Limone est assuré par des locomotives électriques à courant continu 3 000 V, norme standard des chemins de fer italiens actuellement.
Dans les années 1970, des locomotives électriques à courant triphasé circulaient encore sur cette section de ligne.

## Source de traduction
- (de) Cet article est partiellement ou en totalité issu de l’article de Wikipédia en allemand intitulé « Tendabahn » (voir la liste des auteurs).